# مارك تايلر أرنولد
مارك تايلر أرنولد Marc Tyler Arnold (ولد في 20 نوفمبر 1992) لاعب شطرنج أمريكي يحمل لقب أستاذ كبير.
- حصل على لقب أستاذ دولي عام 2009.
- حصل على لقب أستاذ كبير عام 2012.
- فاز بأول مباراة مع أستاذ كبير وهو في سن العاشرة، عندما هزم والتر شون براون في 29 نقلة في بطولة أمريكا المفتوحة للشطرنج رقم 104 في لوس أنجيلس في كاليفورنيا عام 2003.

## وصلات خارجية
- مارك تايلر أرنولد على موقع الاتحاد الدولي للشطرنج (الإنجليزية)
- مارك تايلر أرنولد على موقع مباريات الشطرنج (الإنجليزية)
- مارك تايلر أرنولد على موقع 365Chess.com (الإنجليزية)
- مارك تايلر أرنولد على موقع Chesstempo.com (الإنجليزية)
- مارك تايلر أرنولد على موقع الاتحاد الأمريكي للشطرنج (الإنجليزية)